# Tianquiztli (dioses)
Los Tianquiztli «Mercado», en la mitología azteca, eran los dioses de las Pleyades. Al finalizar cada ciclo, una ceremonia religiosa tenía lugar para asegurar el movimiento del cosmos y la permanencia del sol. Los aztecas creían que así podían evitar que los demonio Tzitzimime bajasen a la tierra y se comieran a los hombres ofreciendo sacrificios humanos a los dioses.